# Rhabdodendron
Rhabdodendron je jediný rod čeledi Rhabdodendraceae vyšších dvouděložných rostlin z řádu hvozdíkotvaré (Caryophyllales). Jsou to keře a stromy s tuhými střídavými llisty a pětičetnými květy v hroznovitých květenstvích. Plodem je peckovice. Rod zahrnuje 3 druh a je rozšířen výhradně v deštných pralesích Jižní Ameriky.

## Popis
Zástupci rodu Rhabdodendron jsou stromy nebo vysoké keře s jednoduchými střídavými kožovitými listy. Palisty jsou drobné, opadavé nebo chybějí. Čepel listů je celokrajná, se zpeřenou žilnatinou, žláznatě tečkovaná. Dřevo je charakteristické anomálním druhotným floémem.
Květy jsou oboupohlavné, pětičetné, pravidelné, v úžlabních hroznech nebo latách hroznů. Kalich je drobný nebo nezřetelný, srostlý, korunní lístky jsou volné, žláznatě tečkované, opadavé. Tyčinek je mnoho, jsou volné, navzájem nesrostlé. Semeník je svrchní, tvořený jediným plodolistem (monomerický) s jedním vajíčkem. Plodem je drobná kulatá peckovice.

## Rozšíření
Rod zahrnuje pouze 3 druhy a jeho výskyt je omezen na tropickou Ameriku. Běžný je pouze Rhabdodendron amazonicum, rozšířený v Amazonii a Guyaně. Zbylé dva druhy jsou endemity relativně nevelkých území v Brazílii.
Zástupci rodu Rhabdodendron rostou v nížinných deštných pralesích na nezaplavovaných půdách.

## Taxonomie
Čeleď Rhabdodendraceae byla v klasické taxonomii řazena do řádu růžotvaré - Rosales (Cronquist, Dahlgren) nebo routotvaré - Rutales (Tachtadžjan).
Podle kladogramů APG je čeleď Rhabdodendraceae jednou z bazálních větví řádu hvozdíkotvaré.